# Landgut Nanseling
Das Landgut Nanseling (chinesisch 朗色林庄园, Pinyin Lǎngsèlín zhuāngyuán) liegt im Kreis Chanang (chin. Zhanang 扎囊县), Regierungsbezirk Shannan, Autonomes Gebiet Tibet, Volksrepublik China. Es befindet sich, durch einen Fluss getrennt, dem Samye-Kloster (chin. Sangye Si 桑耶寺) gegenüber. Das Landgut stammt aus der Zeit der Ming-Dynastie.
Sein Hauptgebäude hat sieben Stockwerke, zu beiden Seiten hat es „Nebenräume, Pferdeställe, Mühlen, Färbereien, Webereien, Festungsanlagen und Gefängnisse“.
Seit 2001 stehen sie auf der Denkmalliste der Volksrepublik China (5-407). 